# Holtikoti, Dharwad
Holtikoti là một làng thuộc tehsil Dharwad, huyện Dharwad, bang Karnataka, Ấn Độ.